# Phyllotis
Phyllotis es un género de roedores en la familia Cricetidae.

## Especies
Contiene las siguientes especies:
- Phyllotis amicus Thomas, 1900
- Phyllotis andium Thomas, 1912
- Phyllotis bonaeriensis Crespo, 1964
- Phyllotis caprinus Pearson, 1958
- Phyllotis darwini (Waterhouse, 1837)
- Phyllotis definitus Osgood, 1915
- Phyllotis gerbillus Thomas, 1900
- Phyllotis haggardi Thomas, 1908
- Phyllotis magister Thomas, 1912
- Phyllotis osgoodi Mann, 1945
- Phyllotis osilae J. A. Allen, 1901
- Phyllotis pehuenche Jayat, Teta, A. Ojeda, Steppan, Osland, Ortiz, Novillo, Lanzone, & R. Ojeda, 2021[2]
- Phyllotis vaccarum Thomas, 1912[2]
- Phyllotis xanthopygus (Waterhouse, 1837)